# غلين أ. آبي
غلين أ. آبي (بالإنجليزية: Glenn A. Abbey)‏ هو دبلوماسي أمريكي، ولد في 11 يونيو 1898 في دودجفيل في الولايات المتحدة، وتوفي في 28 يناير 1962 في سان أنطونيو في الولايات المتحدة.